# Luís de Almeida Sampaio
Caetano Luís Pequito de Almeida Sampaio (Porto, 16 de dezembro de 1957) é um diplomata português, presentemente embaixador de Portugal em Praga, capital da República Checa.
É licenciado em Direito pela Universidade de Coimbra (1982).
Em 1987, foi nomeado para a delegação portuguesa na NATO (DELNATO) em Bruxelas, Bélgica. Entre 1990 e 1993, aquando da queda do Muro de Berlim e do colapso da União Soviética, era vice-diretor do gabinete do então Secretário-geral da NATO, Manfred Wörner.
Foi Conselheiro Diplomático do Comissário Europeu designado por Portugal (João de Deus Pinheiro) entre 1995-1997; no conflito da Bósnia e Herzegovina esteve ao serviço da Força de Estabilização (SFOR) como conselheiro político (1998-1999). E esteve ao serviço da embaixada portuguesa em Luanda, Angola (1999-2002).
Foi Presidente do Instituto Português de Apoio ao Desenvolvimento em 2003-2004. A 7 de outubro de 2004, foi agraciado com a Grã-Cruz da Ordem do Mérito.
O seu primeiro cargo como embaixador foi em Argel, a partir de setembro de 2004, até 2008.
Foi coordenador do PPMO (Processo de Paz no Médio Oriente) no âmbito da Presidência portuguesa da União Europeia, em 2007.
Posteriormente ocupou os cargos de embaixador de Portugal em Belgrado (2008), embaixador de Portugal em Berlim (2012) e representante permanente de Portugal na OTAN (Bruxelas, 2015). 